# 翁汝進
翁汝進（1561年—？），字子先，號周埜，浙江绍兴府会稽县籍仁和縣人，明朝政治人物。

## 生平
萬曆十九年辛卯科浙江乡试三十一名举人，二十三年（1595年）乙未科會試第一百八十九名，三甲二十四名進士。吏部觀政，六月授直隸興化縣知縣，疏河四百餘丈，東引入海，又建四門石闗，以為水防。二十九年七月升南京刑部廣西司主事，歷升郎中，三十四年出官江西撫州府知府，三十八年二月升广西按察司副使，晋山東布政使司參政，以忤魏忠賢罷歸。

## 家族
曾祖翁永昌；祖翁鐘，恩授冠带；父翁慰祖，增廣生、贈文林郎兴化县知县，累赠刑部主事。母张氏，贈孺人，再贈安人。永感下。兄汝達；兄翁汝遇，戊戌進士、东莞县知县、南京工部主事。弟汝遴、汝述。子肇之、翼之、望之、慶之、申之。

## 引用
1. ↑  《浙江辛卯科同年序齿録》
2. ↑  《明神宗显皇帝实录卷之四百六十七》：万历三十八年二月，升兵部武选司员外沈光祚为山西右参政兼佥事、工部郎中添注杜日章为贵州佥事、浙江按察使吴用先为本省右布政使、浙江右参政陈邦瞻为福建按察使、福建建宁知府曹皋为湖广按察司副使、湖广长沙知府汪尚谊为河南副使、江西抚州府知府翁汝进为广西副使、福建佥事熊尚文为浙江右参议兼佥事。